# Svartträsket (Värmdö socken, Uppland, Skeppsdalsström)
Svartträsk är en sjö i Värmdö kommun i Uppland och ingår i Norrström-Tyresåns kustområde.